# Turkuaz Airlines

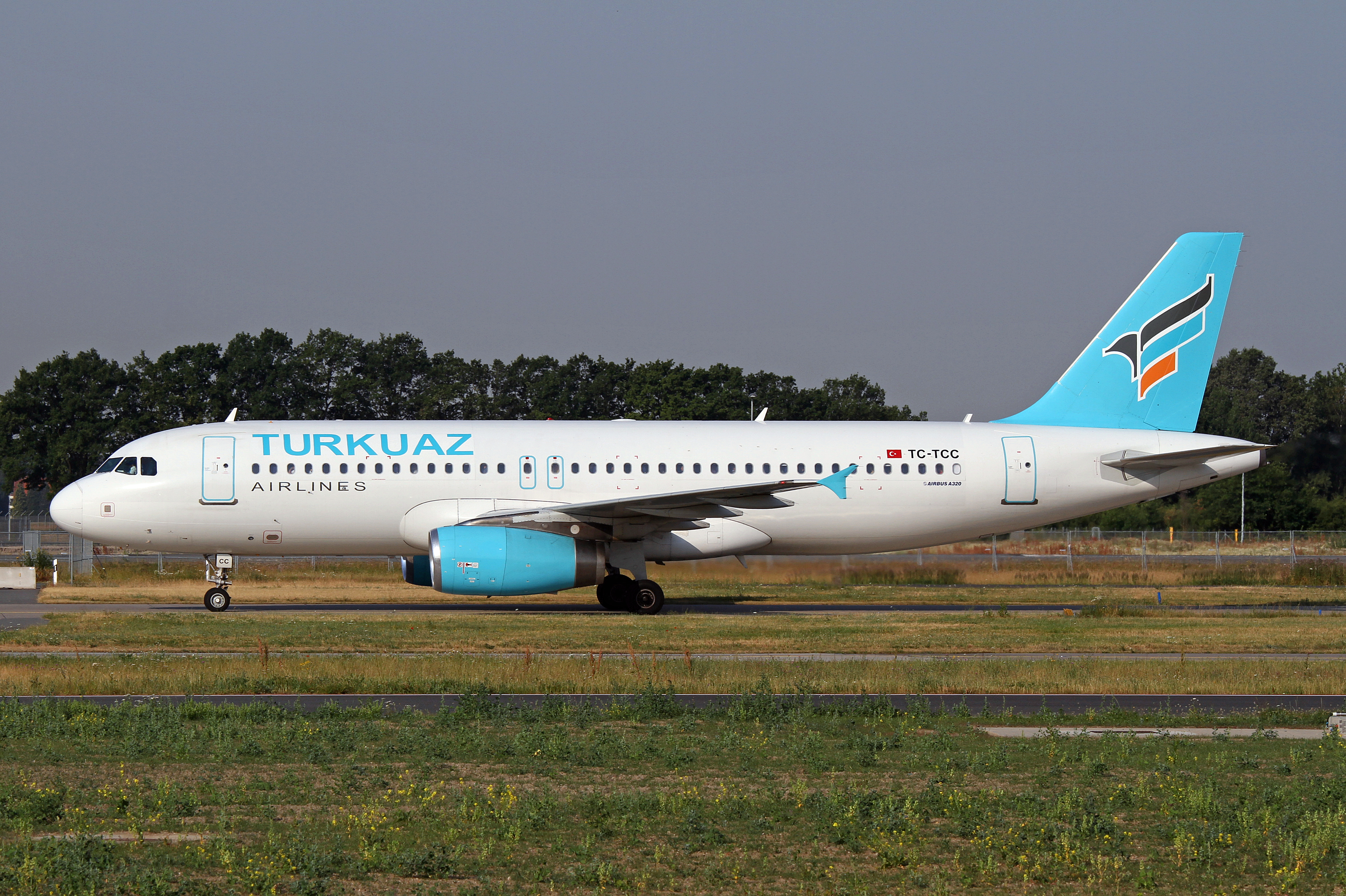
Літак Airbus A320 (TC-TCC

Turkuaz Airlines — турецька авіакомпанія, що займалася чартерними пасажирськими перевезеннями з 2008 по 2010 рік. Базовий аеропорт авіакомпанії — Стамбульський аеропорт імені Ататюрка.
У грудні 2008 року авіакомпанія почала виконувати чартерні рейси на двох літаках Airbus A320.
Turkuaz Airlines, пропонуючи польоти на відпустку в Туреччину, переважно була націлена на німецький ринок. На борту літаків надавалися німецькомовні часописи, кейтерінг забезпечувала LSG Sky Chefs, дочірня компанія Lufthansa. Туроператори Thomas Cook Group і TUI активно співпрацювали з Turkuaz Airlines.
На початку вересня 2010 року авіакомпанія скасувала свої рейси у Німеччину.
У грудні 2010 авіакомпанія припинила свою діяльність.

## Флот
Флот авіакомпанії складався з 6 літаків: 3 Airbus A320 і 3 Airbus A321.

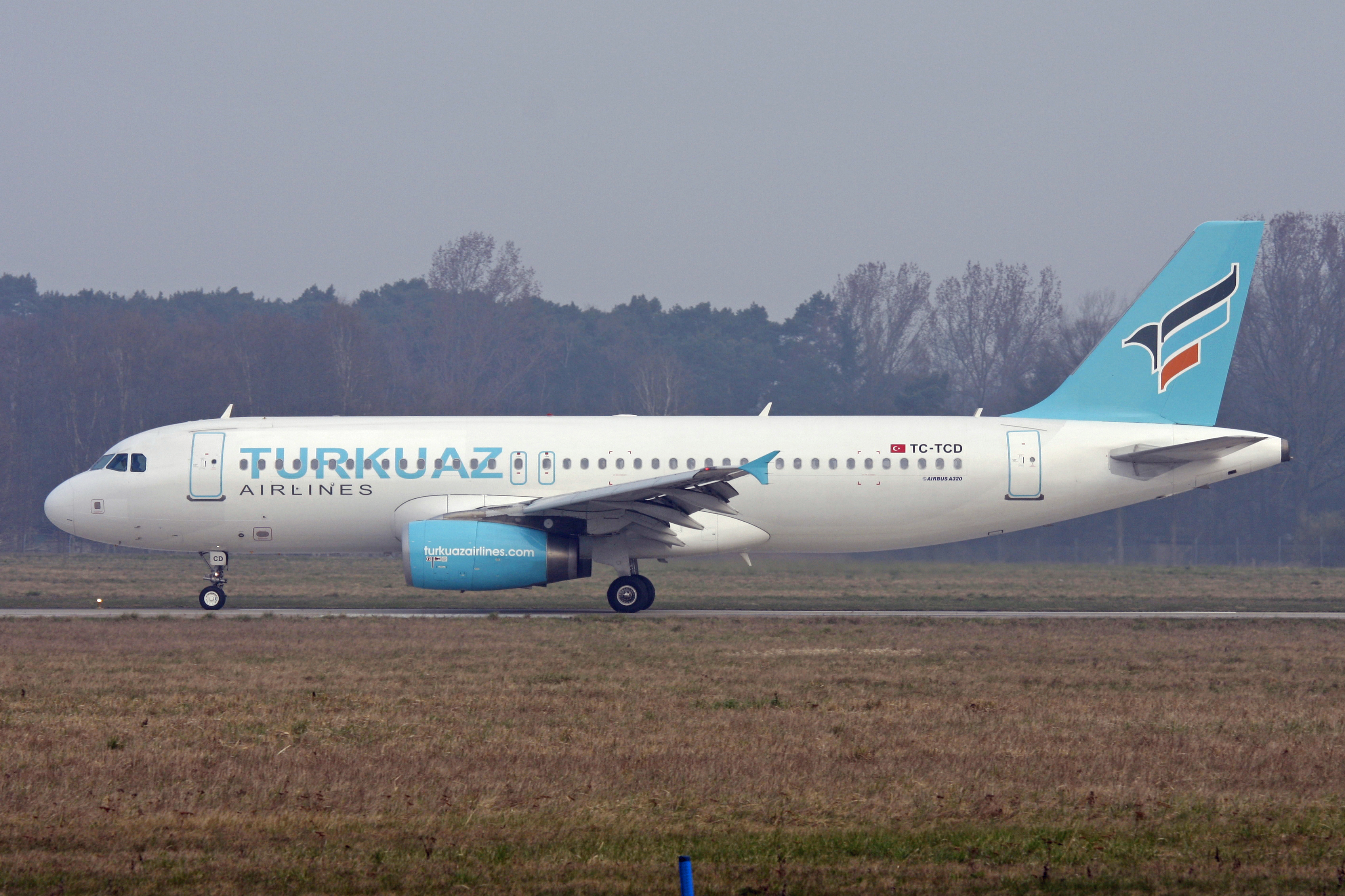
Літак Airbus A320 (TC-TCD) в аеропорту Ганновера у квітні 2009
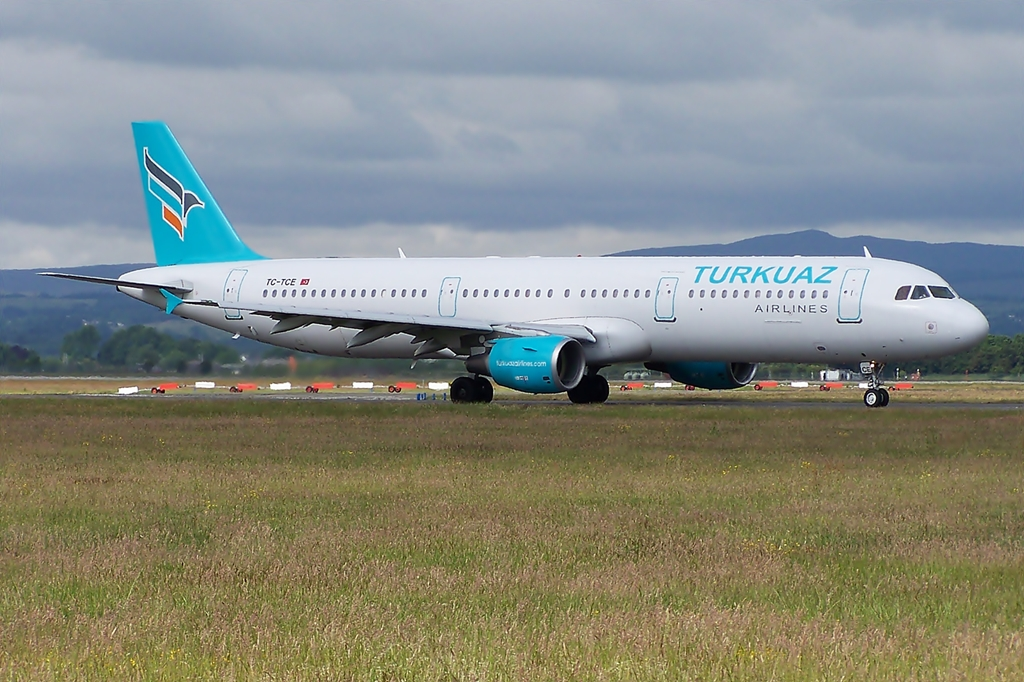
Літак Airbus A321 (TC-TCE) в аеропорту Глазго в березні 2010 року

Ще два літаки A320 Turkuaz Airlines брала в оренду у серпні 2010 року для регулярних внутрішніх рейсів, але вже в листопаді літаки повернулися власнику.